# Klaus Seiler
Klaus Seiler (* 13. Januar 1950) ist ein vormaliger deutscher Fußballspieler.

## Sportlicher Werdegang
Seiler spielte Anfang der 1970er Jahre für SuS Hüsten 09 in der drittklassigen Verbandsliga Westfalen. 1973 wechselte der Abwehrspieler aus der höchsten Amateurspielklasse zu Rot-Weiß Lüdenscheid in die zweitklassige Regionalliga Südwest. Am Ende der Spielzeit 1973/74 verpasste der Verein trotz eines zehnten Tabellenplatzes im Endklassement die Qualifikation für die neu geschaffene 2. Bundesliga und Seiler trat mit dem Klub fortan in der Verbandsliga Westfalen an. In der Spielzeit 1975/76 beendeten die Lüdenscheider punktgleich mit dem SV Holzwickede die Staffelmeisterschaft, in einem Entscheidungsspiel setzte sich der Konkurrent durch und erreichte die – letztlich erfolglos bestrittene – Aufstiegsrunde zur 2. Bundesliga. Dorthin zog Seiler mit seiner Mannschaft als Staffelsieger der folgenden Spielzeit ein, mit fünf Siegen aus sechs Spielen gegen den Siegburger SV 04, Holstein Kiel und SV Union Salzgitter gelang als Gruppensieger die Zweitligarückkehr. Hier lief Seiler noch drei Spielzeiten auf, wobei die in der Spielzeit 1978/79 als Tabellenvorletzte sportlich abgestiegene Mannschaft von den Lizenzentzügen für den FC St. Pauli und Westfalia Herne profitierte. Nach 98 Zweitligaspielen, in denen er vier Tore erzielt hatte, verließ Seiler anschließend den Klub und kehrte zu seinem mittlerweile in der 1978 eingeführten Oberliga Westfalen antretenden Heimatklub SuS Hüsten 09 zurück.